# هانتینگتن هارتفورد
هانتینگتن هارتفورد (انگلیسی: Huntington Hartford؛ ۱۸ آوریل ۱۹۱۱ – ۱۹ مهٔ ۲۰۰۸) تهیه‌کننده فیلم اهل ایالات متحده آمریکا بود. او همچنین وارث ای اند پی بود. 
او فارغ‌التحصیل دانشگاه هاروارد بود و زمانی به عنوان یکی از ثروتمندترین افراد جهان شناخته می‌شد. او بیشتر عمر خود را صرف کارهای خیریه و تولید آثار فرهنگی کرد. هارتفورد چندسال آخر عمرش را در باهاما می‌گذارند و سرانجام در ۹۷ سالگی درگذشت.